# Clementine Helm

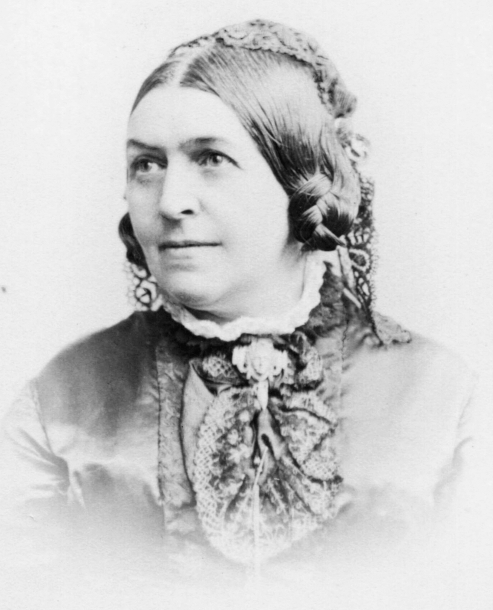
Clementine Helm, um 1884

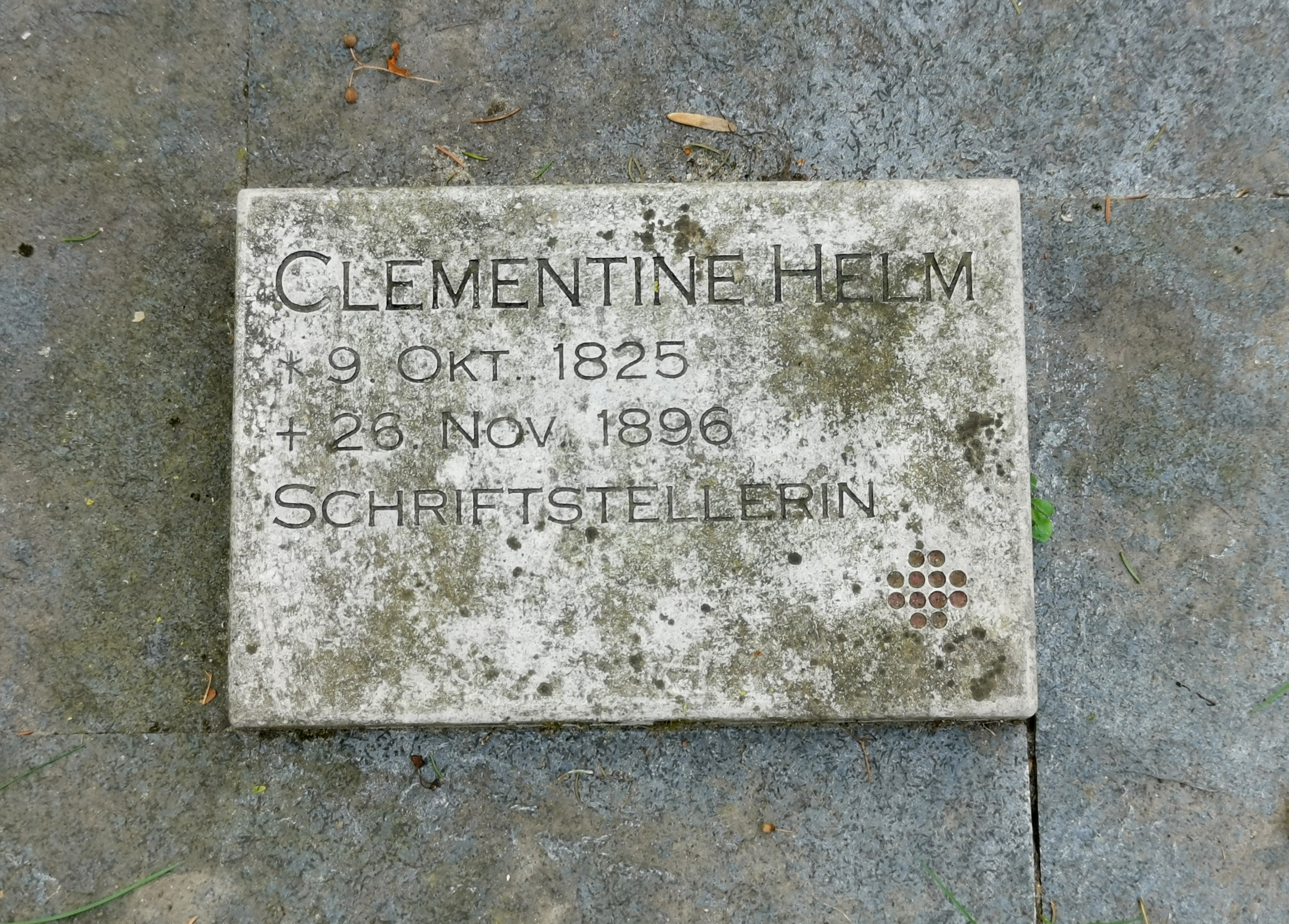
Gedenkstein auf dem Alten Zwölf-Apostel-Kirchhof in Berlin-Schöneberg (Abt. 251)

Henriette Clementine Helm (* 9. Oktober 1825 in Delitzsch; † 26. November 1896 in Berlin) war eine deutsche Kinder- und Jugendbuchautorin. Sie veröffentlichte mehr als 40 Bücher und war eine der erfolgreichsten Jugendschriftstellerinnen in der zweiten Hälfte des 19. Jahrhunderts. Obwohl sie überwiegend Backfischromane bzw. Mädchenliteratur schrieb, entsprachen ihre Bücher nicht dem gängigen Zeitgeist im Deutschen Kaiserreich.

## Leben
Clementine Helm wurde als Tochter des Kaufmanns Karl Helm (1785–1839) und seiner Frau Henriette, geb. Schmidt (1794–1831), in Delitzsch geboren. Sie verlor früh ihre Eltern und wurde daraufhin im Haus ihres Onkels, dem Lehrer und Schulrat Christian Weiss (1774–1853) in Merseburg erzogen. Im Jugendalter zog sie zur Familie ihres Onkels Christian Samuel Weiss nach Berlin. Dort besuchte sie die Luisen-Stiftung, wo sie zur Lehrerin ausgebildet wurde. Danach war sie einige Jahre an einer Mädchenschule als Lehrerin tätig.
Im Jahr 1848 heirateten Clementine Helm und Heinrich Ernst Beyrich, der damals Student ihres Onkels war und später ein anerkannter Geologe und Paläontologe sowie Professor an der Universität Berlin wurde. Das Paar hatte keine eigenen Kinder, adoptierte jedoch die beiden Nichten von Clementine Helm, als deren Schwester Wilhelmine Louise 1851 starb.
Clementine Helm begleitete ihren Mann regelmäßig auf Arbeitsreisen innerhalb Deutschlands und die Familie verreiste gelegentlich gemeinsam ins Ausland, so nach England und in die Schweiz. Zahlreiche Kuraufenthalte in Deutschland und Österreich verarbeitete Clementine Helm auch in ihren Romanen. Sie stand im regen Briefkontakt mit Künstlerin und Wissenschaftlern ihrer Zeit. Zum Freundeskreis der Familie zählten neben Wissenschaftlern, mit denen Ernst Beyrich sich umgab, auch mehrere Autoren wie Theodor Fontane, Otto Roquette und der Kunsthistoriker Friedrich Eggers.
Clementine Helm starb nur wenige Monate nach ihrem Ehemann 1896 im Alter von 71 Jahren. Ihre Grabstätte befand sich auf dem Alten Zwölf-Apostel-Kirchhof in Berlin-Schöneberg und wurde später abgeräumt. Am 2. September 2018 wurde auf Initiative der evangelischen Kirchengemeinde ein neuer Gedenkstein auf die frühere Grabstelle gesetzt.

## Wirken
Clementine Helm war eine der erfolgreichsten Jugendschriftstellerinnen in der zweiten Hälfte des 19. Jahrhunderts. Sie begann ihre  Karriere mit der Veröffentlichung von Kinderliedern im Jahr 1861, teilweise erschienen frühe Werke auch unter dem Pseudonym Clematis. Es folgten eine Vielzahl an Romanen für Kinder und Jugendliche, die überwiegend an Mädchen und junge Frauen gerichtet waren. Neben Mädchenliteratur schrieb sie auch Kurzgeschichten und Märchen und brachte zahlreiche Sammelbände heraus. Clementine Helm übersetzte zudem Werke aus dem Französischen, die sie zu Nacherzählungen umschrieb.
Ihr bekanntestes Werk ist das autobiografische Mädchenbuch Backfischchens Leiden und Freuden aus dem Jahr 1863. Hier wird mit sehr viel Liebe die Geschichte der 15-jährigen Grete erzählt, die zu ihrer Tante nach Berlin gebracht wird, um eine standesgemäße Erziehung zu erfahren. Im Jahr 1897 lag das Buch bereits in der 50. Auflage vor. Backfischchens Leiden und Freuden erschien 1877 unter dem Titel A Miss in her Teen und in einer Übersetzung von Rhoda E. Colborne auch im englischsprachigen Raum.
Gemeinsam mit der vielgelesenen Kinder- und Jugendbuchautorin Frida Schanz, Tochter der Schriftstellerin Pauline Schanz, begann Helm 1895 den Almanach Junge Mädchen herauszugeben. Nach Helms Tod im Folgejahr führte Schanz die Reihe alleine weiter. Viele Bücher von Clementine Helm wurden wiederholt aufgelegt und unter anderem ins Englische, Französische, Niederländische sowie in mehrere skandinavische Sprachen übersetzt.
Clementine Helm flocht oftmals autobiografische Episoden in ihre Werke ein. Sie hatte den höchsten Grad an Bildung erreicht, den Mädchen zu ihrer Zeit erlangen konnten, und wollte ihrer Leserschaft einen Teil ihres Wissens und ihrer Begeisterung für die Wissenschaft vermitteln. Neben Familienmitgliedern finden sich Hommagen an zahlreiche in Berlin wirkende Wissenschaftler in Clementine Helms Werken. Auch neue wissenschaftliche Erkenntnisse band sie in ihre Werke ein, so werden Charles Darwins Werke, darunter Über die Entstehung der Arten, von einer Figur in ihrem Buch Dornröschen und  Schneewittchen positiv erwähnt. Weitere Themen ihrer Bücher waren die Bildung junger Mädchen und Frauen und ihre Begeisterung für die Wissenschaft, eine Abkehr von der Religion und ein Hinweisen zu liberalen Ideen im Sinne von Alexander von Humboldt. Clementine Helm schlug zudem einen neuen Ton an, als sie sich auch gegen Rassismus und Diskriminierung aufgrund von Hautfarbe oder Religion einsetzte. Sie gilt daher als Autorin „atypischer Mädchenliteratur“.

## Werke (Auswahl)
- Kinder-Lieder. 1861.[11]
- Backfischchens Leiden und Freuden. Eine Erzählung für junge Mädchen. Wigand, Leipzig 1863. (Digitalisat der 2. Aufl. 1868)
- Die Brieftaube. Zur Unterhaltung für die Jugend. Wigand, Leipzig 1871.
- Drei Erzählungen für junge Mädchen. Wigand, Leipzig 1873. (Digitalisat)
- Prinzesschen Eva. Eine Erzählung für heranwachsende Mädchen. Velhagen & Klasing, Bielefeld 1875. (Digitalisat)
- Frau Theodore. Ein Familienbild Velhagen & Klasing, Bielefeld 1875.
- Das Kränzchen. Eine Erzählung für junge Mädchen Velhagen & Klasing, Bielefeld 1875. (7. Auflage, 1895)(Digitalisat der 2. Aufl. 1880)
- Vater Carlet's Pflegekind. Nach Josephine Colomb's Werk "La fille de Carilès", gekrönt mit dem großen Monthyonpreise, für die deutsche Jugend bearbeitet, besonders heranwachsenden Mädchen gewidmet. Hirt, Leipzig 1877.[12]
- Dornröschen und Schneewittchen. Eine Erzählung für junge Mädchen. Velhagen & Klasing, Bielefeld 1877. (Digitalisat)
- Der Weg zum Glück. Nach J. Colomb's Werk "Deux mères" für die deutsche Jugend frei bearbeitet von Clementine Helm. Hirt, Leipzig 1881.
- Elfchen Goldhaar. Eine Erzählung für heranwachsende Mädchen. Velhagen & Klasing, Bielefeld/Leipzig 1883.  (4. Auflage, 1897)
- Professorentöchter. Eine Erzählung für junge Mädchen. Velhagen & Klasing, Bielefeld/Leipzig 1884. (Digitalisat)
- Die Glücksblume von Capri. Erzählung. Richter & Kappler, München 1887. (Digitalisat)
- Die Stiefschwestern. Erzählung für junge Mädchen. Velhagen & Klasing, Bielefeld 1887.
- Unsere Selekta. Eine Erzählung für junge Mädschen. Velhagen & Klasing, Bielefeld 1881. (3. Auflage 1889)
- Auf Irrwegen und andere Erzählungen für junge Mädchen. Krabbe, Stuttgart 1891. (Digitalisat)
- Die Geschwister Leonhard. Eine Erzählung für junge Mädchen. Velhagen & Klasing, Bielefeld 1891.
- Friedas Mädchenjahre und andere Erzählungen für junge Mädchen. Krabbe, Stuttgart 1892.
- Das Heimchen. Eine Erzählung für junge Mädchen. Velhagen & Klasing, Bielefeld 1894.
- Das vierblättrige Kleeblatt. Eine Erzählung aus dem Freiheitskriege, für junge Mädchen. Velhagen & Klasing, Bielefeld 1878. (4. Auflage, 1895)
- Doris und Dora.  Eine Erzählung für junge Mädchen. Freie Bearbeitung der französischen Erzählung: "Chloris et Jeanneton" von Josephine Colomb. Hirt, Leipzig 1880. (4. Auflage, 1895)
- Die kleine Herrin. Erzählung für Mädchen. Freie Bearbeitung von "Prinzesse Rosalba" von Louise-Marguerite-Jolliv und Mme Chéron de la Bruyère. Effenberger, Stuttgart 1895.
- Elfriede. Erzählung für die Jugend. Freie Bearbeitung von L. Albachs "Le Parrain de Cendrillon". Effenberger, Stuttgart 1890. (3. Auflage, 1895)
- Hans und Hanna. Erzählung für die heranwachsende Jugend. Velhagen & Klasing, Bielefeld/Leipzig 1895.
- Junge Mädchen. Ein Almanach begründet von Clementine Helm und Frida Schanz (1895)
- Märchenbuch. Velhagen & Klasing, Bielefeld/Leipzig 3. Auflage 1897.